# Palmarès du championnat de France d'enduro
Depuis ses débuts en 1973, le Championnat de France d'Enduro a couronné une multitude de champions.

## 1973 - 1979
| 1973     | 1973 | 1973     | 1973           |
| -------- | ---- | -------- | -------------- |
| National | 1    | Queirel  | 125 Monark     |
| National | 2    | Huguet   | 250 Ossa / KTM |
| National | 3    | Berthuel | 125 Monark     |
| Débutant | 1    | Pernet   | 125 Yamaha     |
| Débutant | 2    | Piazza   | 360 Yam        |
| Débutant | 3    | Origlia  | Monark/HVA/KTM |

| 1974     | 1974 | 1974     | 1974        |
| -------- | ---- | -------- | ----------- |
| Inter    | 1    | Queirel  | 125 Monark  |
| Inter    | 2    | Figureau | 125 Monark  |
| Inter    | 3    | Coutard  | 250 Bultaco |
| National | 1    | Henry    | 250 Ossa    |
| National | 2    | Bastide  | 175 Monark  |
| National | 3    | Drujon   | 125 Monark  |

| 1975     | 1975 | 1975      | 1975     |
| -------- | ---- | --------- | -------- |
| Inter    | 1    | Queirel   | 175 KTM  |
| Inter    | 2    | Vernier   | 250 Ossa |
| Inter    | 3    | Samofal N | 250 Ossa |
| National | 1    | Samofal   | 250 Ossa |
| National | 2    | Delavault | 125 BPS  |
| National | 3    | Barbara   | 125 BPS  |

| 1976     | 1976 | 1976       | 1976 |
| -------- | ---- | ---------- | ---- |
| Inter    | 125  | Fleurance  | KTM  |
| Inter    | 250  | Vernier    | Ossa |
| National | 50   | Lagarrigue | BPS  |
| National | 125  | Lloret     | BPS  |
| National | 250  | Costes     | Ossa |

| 1977     | 1977 | 1977      | 1977    |
| -------- | ---- | --------- | ------- |
| Inter    | 125  | Fleurance | KTM     |
| Inter    | 250  | Queirel   | 175 KTM |
| National | 50   | Feret     | BPS     |
| National | 125  | Cadoret   | KTM     |
| National | 175  | Savonnet  | KTM     |
| National | 250  | Craye     | KTM     |

| 1978     | 1978 | 1978     | 1978   |
| -------- | ---- | -------- | ------ |
| Inter    | 125  | Malet    | Sachs  |
| Inter    | 250  | Queirel  | KTM    |
| National | 50   | Gaillard | Fantic |
| National | 125  | Lemagne  | Sachs  |
| National | 175  | Andrieu  | KTM    |
| National | 250  | Romieu   | KTM    |

| 1979     | 1979    | 1979         | 1979    |
| -------- | ------- | ------------ | ------- |
| Inter    | 125     | Cadoret      | Fantic  |
| Inter    | + 125   | Queirel      | KTM     |
| National | Open 50 | Charbonnier  | Cimatti |
| National | 125     | Moralès      | HVA     |
| National | 175     | Ross         | KTM     |
| National | + 175   | Tcherniavski | Yam     |

## 1980 - 1989
| 1980     | 1980    | 1980      | 1980   |
| -------- | ------- | --------- | ------ |
| Inter    | 125     | Cadoret   | Fantic |
| Inter    | + 125   | Drobecq   | KTM    |
| National | Open 50 | Delavault | Gori   |
| National | 125     | Lalay     | SWM    |
| National | 175     | Guèrand   | SWM    |
| National | + 175   | Auriol    | HVA    |

| 1981     | 1981              | 1981              | 1981   |
| -------- | ----------------- | ----------------- | ------ |
| Inter    | 125               | Lalay             | SWM    |
| Inter    | + 125             | Queirel           | KTM    |
| National | Open 80 Junior 80 | Boissonade Piegad | Fantic |
| National | 125               | Roche             | HVA    |
| National | 175               | Debussy           | KTM    |
| National | + 175             | Charbonnier       | HVA    |

| 1982     | 1982      | 1982          | 1982           |
| -------- | --------- | ------------- | -------------- |
| Inter    | 125       | Lalay         | SWM            |
| Inter    | + 125     | Moralès       | HVA            |
| National | Junior 80 | Raymond       | Ancilotti      |
| National | Open 80   | Boissonade    | Peugeot        |
| National | 125       | Elias         | KTM            |
| National | 175       | Berthet-Rayne | Yam            |
| National | + 175     | Sireyjol      | KTM            |
| National | 4T        | Balmet        | 500 Yam-Barigo |

| 1983          | 1983 | 1983          | 1983      |
| ------------- | ---- | ------------- | --------- |
| Scratch Inter | 1    | Lalay         | 250 KTM   |
| Scratch Inter | 2    | Moralès       | 250 HVA   |
| Scratch Inter | 3    | Charbonnier   | 400 HVA   |
| National      | 1    | Berthet-Rayne | 250 Yam   |
| National      | 2    | Raymond       | 250 HVA   |
| National      | 3    | Magnaldi      | 80 Fantic |

| 1984          | 1984 | 1984        | 1984          |
| ------------- | ---- | ----------- | ------------- |
| Scratch Inter | 1    | Lalay       | 250 KTM       |
| Scratch Inter | 2    | Charbonnier | 250 HVA       |
| Scratch Inter | 3    | Chabanette  | 125 Accossato |
| National      | 1    | Peterhansel | 250 HVA       |
| National      | 2    | Betancourt  | 250 Honda     |
| National      | 3    | Camier      | 400 HVA       |

| 1985          | 1985 | 1985        | 1985      |
| ------------- | ---- | ----------- | --------- |
| Scratch Inter | 1    | Lalay       | 250 Honda |
| Scratch Inter | 2    | Charbonnier | 250 Yam   |
| Scratch Inter | 3    | Peterhansel | 400 HVA   |
| National      | 1    | Pidoux      | 400 HVA   |
| National      | 2    | Savajols    | 125 Honda |
| National      | 3    | Quiroga     | 400 HVA   |

| 1986          | 1986 | 1986        | 1986      |
| ------------- | ---- | ----------- | --------- |
| Scratch Inter | 1    | Moralès     | 250 KTM   |
| Scratch Inter | 2    | Lalay       | Honda 250 |
| Scratch Inter | 3    | Peterhansel | 400 HVA   |
| Expert        | 1    | Edwards     | 250 KTM   |
| Expert        | 2    | Reffay      | 400 HVA   |
| Expert        | 3    | Hagnéré     | 250 HVA   |
| National      | 1    | Bennerotte  | 250 Maïco |
| National      | 2    | Giatti      | 400 HVA   |
| National      | 3    | Revel       | 250 Honda |

| 1987          | 1987 | 1987       | 1987      |
| ------------- | ---- | ---------- | --------- |
| Scratch Inter | 1    | Lalay      | 250 Honda |
| Scratch Inter | 2    | Moralès    | 250 KTM   |
| Scratch Inter | 3    | Olivier    | 250 HVA   |
| Expert        | 1    | Favolini   | 250 Honda |
| Expert        | 2    | Viano      | 250 KTM   |
| Expert        | 3    | Viardot    | 250 Honda |
| National      | 1    | Bruni      | 250 KTM   |
| National      | 2    | Charbonnel | 125 HVA   |
| National      | 3    | Guenais    | 250 Honda |

| 1988          | 1988 | 1988        | 1988      |
| ------------- | ---- | ----------- | --------- |
| Scratch Inter | 1    | Moralès     | 250 Honda |
| Scratch Inter | 2    | Peterhansel | 250 Yam   |
| Scratch Inter | 3    | Lalay       | 250 Honda |
| Expert        | 1    | Boulet      | 250 HVA   |
| Expert        | 2    | Charbonnel  | 430 HVA   |
| Expert        | 3    | Bruni       | 250 KTM   |
| National      | 1    | Soucas      | 250 Yam   |
| National      | 2    | Fabre       | 250 Yam   |
| National      | 3    | Corelli     | 400 HVA   |

| 1989          | 1989 | 1989        | 1989      |
| ------------- | ---- | ----------- | --------- |
| Scratch Inter | 1    | Peterhansel | 360 Yam   |
| Scratch Inter | 2    | Lalay       | 250 Honda |
| Scratch Inter | 3    | Olivier     | 250 KTM   |
| Expert        | 1    | Fabre       | 250 KTM   |
| Expert        | 2    | Charbonnier | 250 Honda |
| Expert        | 3    | Rosselet    | 500 HVA   |
| National      | 1    | Sainct      | 250 Honda |
| National      | 2    | Algay       | 125 Honda |
| National      | 3    | Lelimouzin  | 250 Honda |

## 1990 - 1998
| 1990     | 1990   | 1990     | 1990    |
| -------- | ------ | -------- | ------- |
| Inter    | 125    | Esquirol | KTM     |
| Inter    | 250    | Lalay    | Suz     |
| Inter    | + 250  | Olivier  | 300 KTM |
| National | 125    | Rolland  | Yam     |
| National | 250    | Bompa    | Honda   |
| National | 500    | Pitticco | KTM     |
| National | 350 4T | Lambert  | HVA     |
| National | 500 4T | Serre    | HVA     |

| 1991          | 1991   | 1991        | 1991    |
| ------------- | ------ | ----------- | ------- |
| Scratch Inter | 1      | Peterhansel | Yam 250 |
| Scratch Inter | 2      | Olivier     | KTM 300 |
| Scratch Inter | 3      | Charbonnel  | Suz 250 |
| National      | 125    | Costes D    | Yam     |
| National      | 250    | Bouffioux   | HVA     |
| National      | 500    | Meillat     | HVA     |
| National      | 350 4T | Rivière     | Hsb     |
| National      | 500 4T | Nerva       | HVA     |

| 1992              | 1992 | 1992       | 1992       |
| ----------------- | ---- | ---------- | ---------- |
| Scratch Inter     | 1    | Esquirol   | 360 HVA    |
| Scratch Inter     | 2    | Olivier    | 250 Kawa   |
| Scratch Inter     | 3    | Charbonnel | 250 Suzuki |
| Nat. de Notoriété | 1    | Castera    | 250 Yam    |
| Nat. de Notoriété | 2    | Rosselet   | 250 Yam    |
| Nat. de Notoriété | 3    | Ollive     | 300 KTM    |
| Nationaux         | 1    | Costes A   | 250 Kawa   |
| Nationaux         | 2    | Weltz      | 250 Yam    |
| Nationaux         | 3    | Schoeffler | 125 Honda  |

| 1993              | 1993 | 1993         | 1993       |
| ----------------- | ---- | ------------ | ---------- |
| Scratch Inter     | 1    | Peterhansel  | 250 Yam    |
| Scratch Inter     | 2    | Esquirol     | 360 HVA    |
| Scratch Inter     | 3    | Olivier      | 250 Suzuki |
| Nat. de Notoriété | 1    | Croizet      | 250 Yam    |
| Nat. de Notoriété | 2    | Wagner       | 360 HVA    |
| Nat. de Notoriété | 3    | Costes A     | 250 Kawa   |
| Nationaux         | 1    | Éric Bernard | 250 Yam    |
| Nationaux         | 2    | Perez        | 250 Kawa   |
| Nationaux         | 3    | Nuques       | 250 Yam    |

| 1994          | 1994 | 1994        | 1994      |
| ------------- | ---- | ----------- | --------- |
| Scratch Inter | 1    | Peterhansel | 250 Yam   |
| Scratch Inter | 2    | Esquirol    | 250 HVA   |
| Scratch Inter | 3    | Bernard     | 250 Yam   |
| Nat A         | 1    | Cammisar    | 250 Kawa  |
| Nat A         | 2    | Buisson     | 360 HVA   |
| Nat A         | 3    | Michaud     | 250 Yam   |
| Nat B         | 1    | Luquet      | 250 KTM   |
| Nat B         | 2    | Abgrall     | 250 Honda |
| Nat B         | 3    | Suinot      | 350 HSB   |

| 1995          | 1995 | 1995        | 1995      |
| ------------- | ---- | ----------- | --------- |
| Scratch Inter | 1    | Peterhansel | 250 Yam   |
| Scratch Inter | 2    | Frétigné    | 360 HVA   |
| Scratch Inter | 3    | Esquirol    | 250 Honda |
| Nat A         | 1    | Deboffe     | 250 HVA   |
| Nat A         | 2    | Vernier     | Kawa      |
| Nat A         | 3    | Joriot      | KTM       |
| Nat B         | 1    | Porte       | HVA       |
| Nat B         | 2    | Payen       | Honda     |
| Nat B         | 3    | Sartore     | HVA       |

| 1996  | 1996 | 1996        | 1996      |
| ----- | ---- | ----------- | --------- |
| Inter | 125  | Costes D.   | Yam       |
| Inter | 250  | Peterhansel | Yam       |
| Inter | 4T   | Esquirol    | 400 Honda |
| Nat A | 125  | Rogier      | KTM       |
| Nat A | 250  | Olive       | Kawa      |
| Nat A | 4T   | Saulnier    | Kawa      |
| Nat B | 125  | Paulet      | Kawa      |
| Nat B | 250  | Quinonero   | HVA       |
| Nat B | 4T   | Berge       | HVA       |

| 1997  | 1997   | 1997        | 1997  |
| ----- | ------ | ----------- | ----- |
| Inter | 125    | Charbonnel  | Kawa  |
| Inter | 250    | Peterhansel | Yam   |
| Inter | 4T     | Boulet      | KTM   |
| Nat A | 125    | Marchini    | KTM   |
| Nat A | 250    | Luquet      | KYM   |
| Nat A | 250 4T | Bergé       | Kawa  |
| Nat A | 4T     | Lambert     | HVA   |
| Nat B | 125    | Miquel      | HVA   |
| Nat B | 250    | Lopez       | Yam   |
| Nat B | 250 4T | Py Didier   | Honda |
| Nat B | 4T     | Marquiran   | HSB   |

| 1998  | 1998   | 1998           | 1998      |
| ----- | ------ | -------------- | --------- |
| Inter | 125    | Charbonnel     | Kawa      |
| Inter | 250    | Bernard        | KTM       |
| Inter | 4T     | Esquirol       | 400 Honda |
| Nat A | 125    | Jardon         | KTM       |
| Nat A | 250    | Quinonero      | KTM       |
| Nat A | 400 4T | François       | HSB       |
| Nat A | 4T     | Faveyrial      | HVA       |
| Nat B | 50     | Minne          | Beta      |
| Nat B | 125    | Rebufie        | Yam       |
| Nat B | 250    | Desprès        | Honda     |
| Nat B | 250 4T | Munier Langlin |           |
| Nat B | 400 4T | Laspougeas     | Honda     |
| Nat B | 500 4T | Bontpart       | KTM       |

## 1999 - 2022
| Année  | Inter - de 125 cm³ 2 temps                      | Inter + de 125 cm³ 2 temps | Inter 4 temps              |
| ------ | ----------------------------------------------- | -------------------------- | -------------------------- |
| 1999   | Laurent Charbonnel                              | Éric Bernard               | Cyril Esquirol             |
| 2000   | Marc Germain                                    | David Frétigné             | Éric Bernard               |
| 2001   | Marc Germain                                    | David Frétigné             | Cyril Esquirol             |
| Année  | Inter - de 125 cm³ 2 temps - de 250 cm³ 4 temps | Inter + de 125 cm³         | Inter + de 250 cm³ 4 temps |
| 2002   | Marc Germain                                    | David Frétigné             | Olivier Samofal            |
| 2003   | Marc Germain                                    | Sébastien Guillaume        | David Frétigné             |
| 2004   | Marc Germain                                    | Sébastien Guillaume        | David Frétigné             |
| Année  | Inter / Élite E1                                | Inter / Élite E2           | Inter / Élite E3           |
| 2005   | Marc Germain                                    | Sébastien Guillaume        | Thierry Klutz              |
| 2006   | Marc Germain                                    | Fabien Planet              | Sébastien Denis            |
| 2007   | Marc Germain                                    | Mickaël Pichon             | Fabien Planet              |
| 2008   | Marc Germain                                    | Mickaël Pichon             | Christophe Nambotin        |
| 2009   | Marc Germain                                    | Johnny Aubert              | Christophe Nambotin        |
| 2010   | Antoine Méo                                     | Pierre Alexandre Renet     | Christophe Nambotin        |
| 2011   | Fabien Planet                                   | Antoine Méo                | Christophe Nambotin        |
| 2012   | Antoine Méo                                     | Pierre Alexandre Renet     | Christophe Nambotin        |
| 2013   | Antoine Méo                                     | Pierre Alexandre Renet     | Christophe Nambotin        |
| 2014   | Christophe Nambotin                             | Pierre Alexandre Renet     | Antoine Basset             |
| 2015   | Marc Bourgeois                                  | Loïc Larrieu               | Emmanuel Albepart          |
| 2016   | Marc Bourgeois                                  | Loïc Larrieu               | Jeremy Joly                |
| 2017   | Jérémy Tarroux                                  | Loïc Larrieu               | Christophe Nambotin        |
| 2018   | Julien Gauthier                                 | Loïc Larrieu               | Christophe Nambotin        |
| 2019   | Julien Gauthier                                 | Loïc Larrieu               | Christophe Nambotin        |
| 2020   | Jérémy Tarroux                                  | Loïc Larrieu               | Antoine Magain             |
| 2021   | Jérémy Tarroux                                  | Hugo Blanjoue              | Christophe Nambotin        |
| 2022   | Loïc Larrieu                                    | Hugo Blanjoue              | Léo Le Quere               |
| Source |                                                 |                            |                            |